# Bulbophyllum grudense
Bulbophyllum grudense là một loài phong lan thuộc chi Bulbophyllum.